# Le Coudray
Coudray – miejscowość i gmina we Francji, w Regionie Centralnym, w departamencie Eure-et-Loir.
Według danych na rok 1990 gminę zamieszkiwały 2022 osoby, a gęstość zaludnienia wynosiła 366 osób/km² (wśród 1842 gmin Regionu Centralnego Coudray plasuje się na 191. miejscu pod względem liczby ludności, natomiast pod względem powierzchni na miejscu 1342.).